# Collorec
Collorec (bret. Koloreg) – miejscowość i gmina we Francji, w regionie Bretania, w departamencie Finistère.
Według danych na rok 1990 gminę zamieszkiwały 692 osoby, a gęstość zaludnienia wynosiła 24 osoby/km² (wśród 1269 gmin Bretanii Collorec plasuje się na 724. miejscu pod względem liczby ludności, natomiast pod względem powierzchni na miejscu 299.).